# AEG C.V
Die AEG C.V war ein als Einzelexemplar gefertigter Prototyp eines zweisitzigen bewaffneten Aufklärers. Das Flugzeug entsprach im Wesentlichen der AEG C.IV. Allerdings hatte es den leistungsstärkeren Mercedes-D-IV-Achtzylindermotor.

## Technische Daten
| Kenngröße             | Daten |
| --------------------- | --- |
| Besatzung             | 2 |
| Länge                 | 7,15 m |
| Höhe                  | 3,35 m |
| Spannweite            | 13,45 m |
| Flügelfläche          | 39,00 m² |
| Antrieb               | ein Achtzylinder-Reihenmotor Mercedes D IV, 164 kW (220 PS)                                                             |
| Höchstgeschwindigkeit | 158 km/h in Meereshöhe                                                                                                  |
| Dienstgipfelhöhe      | 5000 m |
| Höchstflugdauer       | 4 h |
| Leermasse             | 800 kg |
| max. Startmasse       | 1120 kg |
| Bewaffnung            | ein fest installiertes nach vorne gerichtetes 7,92-mm-MG 08/15 und ein 7,92-mm-MG Parabellum mit je 500 Schuss Munition |